# Batrachoides
Batrachoides là một chi cá cóc.

## Các loài
9 loài được công nhận:
- Batrachoides boulengeri C. H. Gilbert & Starks, 1904 (cá cóc Boulenger)
- Batrachoides gilberti Meek & Hildebrand, 1928 (cá cóc mắt to)
- Batrachoides goldmani Evermann & Goldsborough, 1902 (cá cóc nước ngọt Mexico)
- Batrachoides liberiensis (Steindachner, 1867) (cá cóc lông)
- Batrachoides manglae Cervigón, 1964 (cá cóc cotuero)
- Batrachoides pacifici (Günther, 1861) (cá cóc Thái Bình Dương)
- Batrachoides surinamensis (Bloch & J. G. Schneider, 1801) (cá cóc Pacuma)
- Batrachoides walkeri Collette & Russo, 1981 (cá cóc Walker)
- Batrachoides waltersi Collette & Russo, 1981 (cá cóc Walters)